# 马丁·韦茨曼
马丁·劳伦斯·「馬蒂」·韦茨曼（Martin Lawrence "Marty" Weitzman，1942年4月1日—2019年8月27日），哈佛大学经济学教授。他的研究关注环境经济学，尤其是气候变化和灾难经济学。